# Enstrom

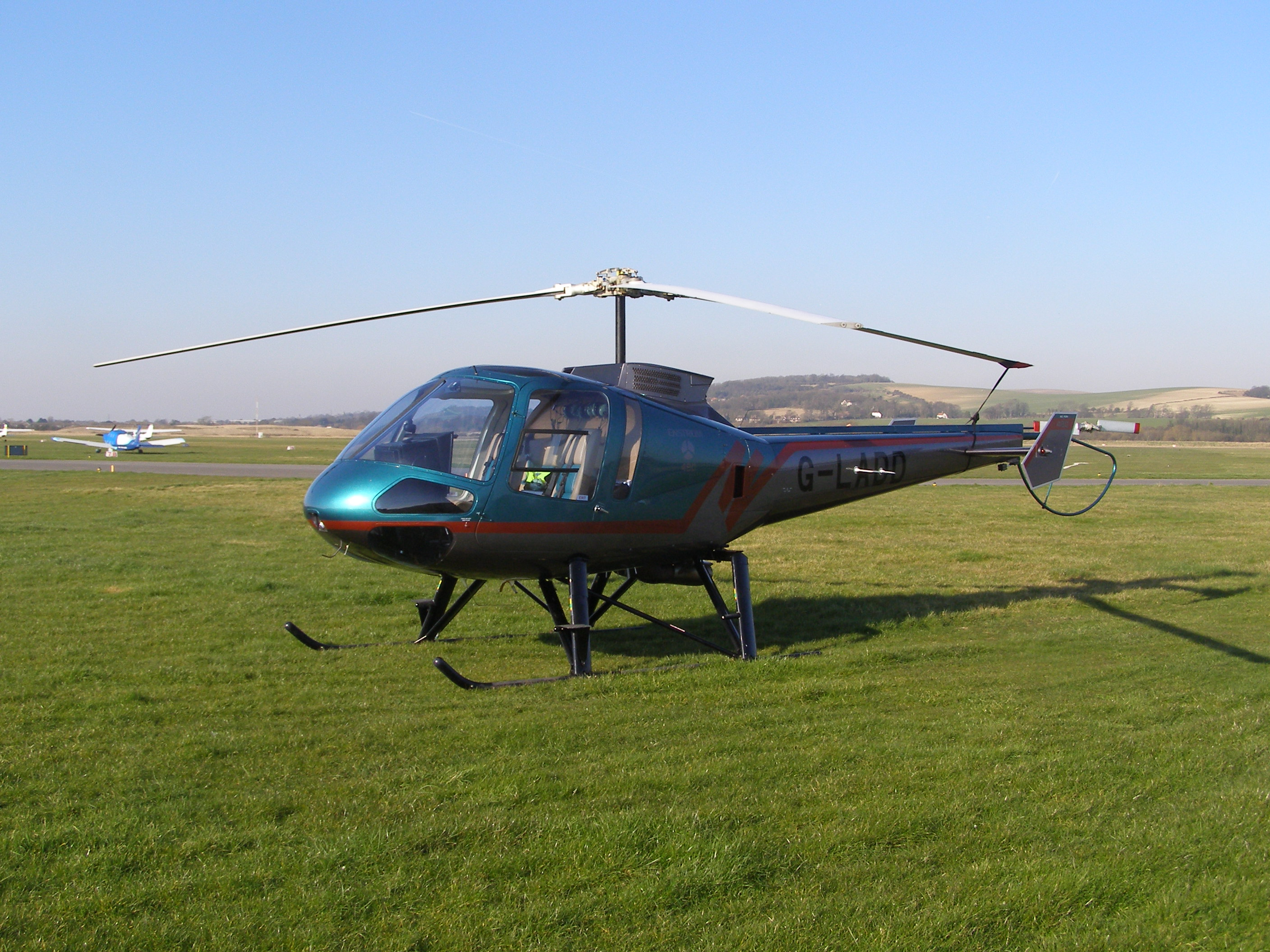
Eine Enstrom 480 auf dem Shoreham Airport, Großbritannien

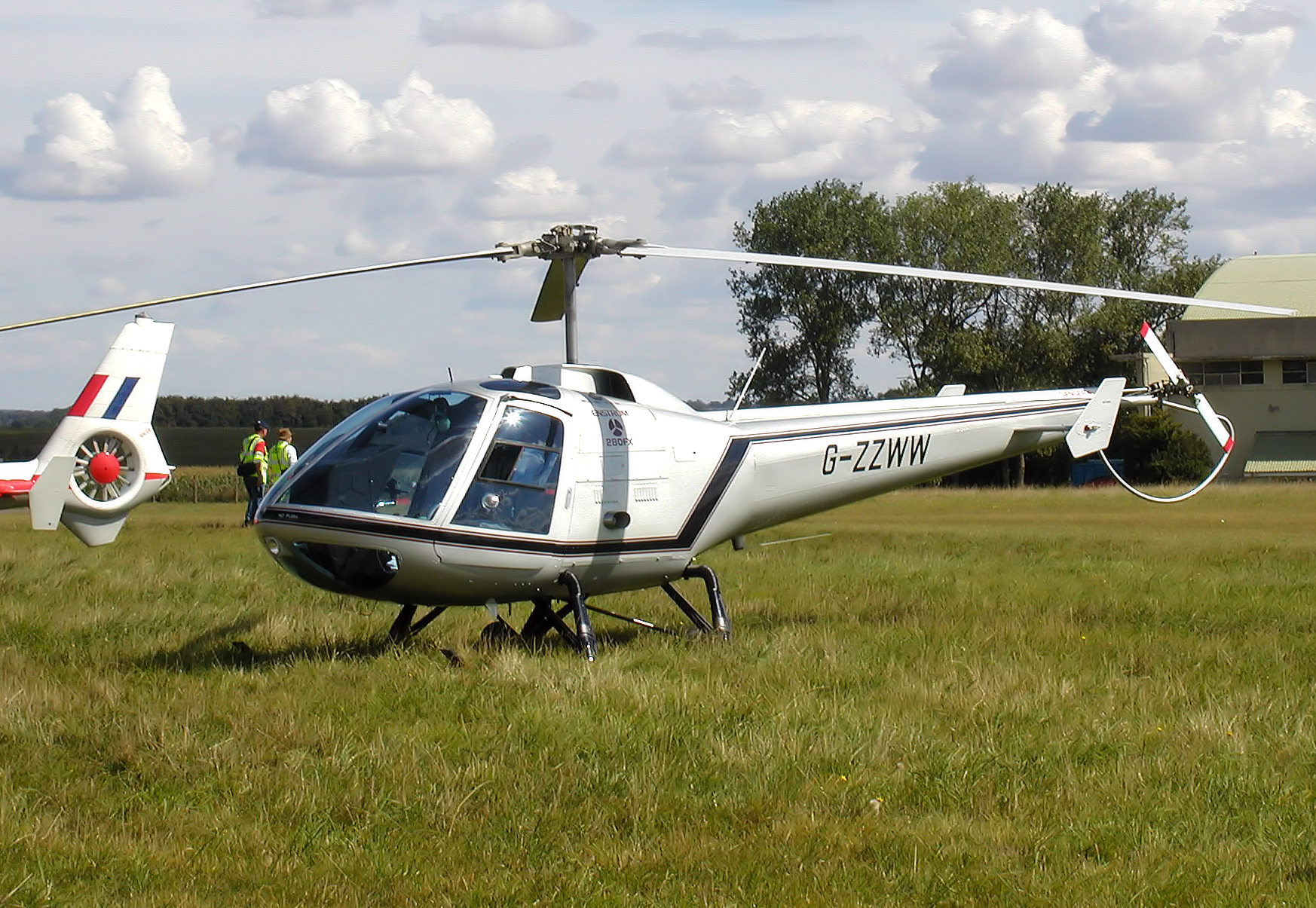
Enstrom 280FX

Die Enstrom Helicopter Corporation war ein US-amerikanischer Hubschrauberhersteller mit Sitz am  Menominee-Marinette Twin County Airport (ICAO-Code: KMNM) in Menominee (Michigan), USA.

## Geschichte
Im Jahre 1959 gründete der Holzfäller und Mechaniker Rudolph „Rudy“ J. Enstrom (1916–2007) in Menominee im US-Bundesstaat Michigan die R.J. Enstrom Corp. Unterstützt wurde er dabei durch erfahrene Flugzeugkonstrukteure und lokale Geschäftsleute. In den 1960er Jahren begann Enstrom mit Bau und Verkauf des leichten Hubschraubers F-28. Im Jahre 1965 wurde die F-28 zum „Michigan Product of the Year“ gewählt.
Im Jahre 1970 kaufte der US-amerikanische Attorney Francis Lee Bailey die Firma und im Jahre 1971 wurde sie in Enstrom Helicopter Corp. umbenannt. Unter Bailey wurde auch ein neues Verkaufs- und Marketingkonzept eingeführt, sodass die Produktion im Jahre 1979 mit 109 Maschinen einen Spitzenwert erreichte. Die Enstrom 280C erhielt im Jahre 1975 die Zulassung durch die FAA; im selben Jahr führte die Zeitschrift Fortune den Typen als eines der 25 besten Designs des Jahres.
Nachdem es Bailey nicht gelungen war, weiteres Kapital für künftige Projekte aufzutreiben, verließ er die Firma im Jahre 1979. In den darauf folgenden Jahren wechselte das Unternehmen des Öfteren den Besitzer (z. B. Victor Kiam, Dean Kamen).
Die von Enstrom produzierten Typen 280FX und F28F sind die einzigen Hubschrauber, welche einen Kolbenmotor Lycoming O-360 mit Turbolader als Flugmotor einsetzen. Der US-amerikanische Wirtschaftsverband Aerospace Industries Association (AIA) zeigt für die letzten Jahre einen Durchschnitt von zwanzig produzierten Hubschraubern pro Jahr.
Das Unternehmen wurde im Januar 2013 von der Chongqing Helicopter Investment Co., Ltd aus Chongqing, China aufgekauft.
Im Januar 2022 erklärte die Enstrom Helicopter Corporation Insolvenz nach Chapter 7. Die Mitarbeiter wurden entlassen und das Werk wurde am 21. Januar 2022 geschlossen. Das Unternehmen produzierte im vergangenen letzten Jahr nur zwei Hubschrauber. Diese wurden im Dezember 2021 an die Peruanische Luftwaffe ausgeliefert. In über 60 Jahren des Bestehens wurden rund 1.300 Helikopter produziert und ausgeliefert. Im Mai 2022 übernahm Surack Enterprise das Unternehmen.

## Typen
Gasturbinenantrieb:
- Enstrom 480B

Kolbenmotorgetrieben:
- Enstrom F-28F
- Enstrom 280FX
- Enstrom TH180 Trainer